# Poa carazensis
Poa carazensis är en gräsart som beskrevs av Pilg.. Poa carazensis ingår i släktet gröen, och familjen gräs. Inga underarter finns listade i Catalogue of Life.